# Mehmed Alispahić
Mehmed Alispahić (geboren 24. November 1987 in Bugojno, Sozialistische Republik Bosnien und Herzegowina) ist ein bosnisch-herzegowinischer Fußballspieler. Seine bevorzugte Position ist das rechte Mittelfeld.

## Karriere

### Verein

#### NK Iskra Bugojno
In seiner Jugend spielte Alispahić für NK Iskra Bugojno, einen Verein aus seiner Geburtsstadt Bugojno. Zu Beginn der Saison 2008/09 wechselte er zu HNK Šibenik, mit dem er in der Hrvatska Nogometna Liga spielt. Damit folgte er seinem ehemaligen Teamkollegen Ermin Zec, der 2007 ebenfalls von Bugojno nach Šibenik transferiert wurde.

#### HNK Šibenik
Am 27. Juli 2008 kam er beim Spiel gegen Inter Zaprešić zu seinem ersten Profieinsatz und legte für seinen Teamkollegen Ivan Bozić in der 63. Spielminute zum 2:0-Führungstreffer auf. Das Spiel endete 3:2 für HNK Šibenik und sorgte zugleich für den Sieg am ersten Spieltag der Saison. Sein erstes Tor erzielte er am 31. August desselben Jahres beim Spiel gegen NK Zagreb. Es war der Führungstreffer in der 15. Spielminute. Das Spiel endete 1:1 unentschieden. In seiner ersten Saison bei HNK Šibenik schaffte die Mannschaft Platz 6. in der höchsten kroatischen Fußballliga. Die Bilanz der ersten Saison ist bemerkenswert. In 31 Spielen erzielte vier Tore und legte zudem fünf Tore auf. In seinem zweiten Jahr bei Šibenik erzielte er 7 Tore in 28 Spielen und legte 7 weitere auf. Die Saison 2009/10 beendete er mit seinem Team auf dem 4. Ligaplatz und stand zudem noch im kroatischen Pokalfinale. Ab der Saison 2011/12 spielt er für den kroatischen Fußballrekordmeister Dinamo Zagreb. Er wechselt ablösefrei innerhalb der kroatischen Fußballliga.

#### NK Dinamo Zagreb
Am 13. Juli 2011 kam er beim Spiel gegen den aserbaidschanischen Meister Neftchi Baku PFC zu seinem ersten Einsatz für Dinamo Zagreb und legte für seinen Teamkollegen Milan Badelj in der 37. Spielminute zum 1:0-Führungstreffer auf. Das Spiel endete 3:0 (1:0) für Dinamo Zagreb und sorgte zugleich für den Hinrundensieg in der 2. Runde der Qualifikation zur UEFA Champions League Saison 2011/2012. Mehmed kam von HNK Šibenik, dem kroatischen Viertplatzierten der Saison 2010/2011, nach Zagreb ablösefrei und unterschrieb bis 2015. Sein Ligadebüt für Dinamo gab er am 23. Juli 2011 beim 2:0-Heimsieg am 1. Spieltag der neuen Saison gegen Inter Zaprešić. Alispahić wurde in der 74. Spielminute ausgewechselt für Sammir. Interessant ist, dass Alispahić bei seinem ersten Einsatz für Šibenik im kroatischen Fußballoberhaus ebenfalls gegen Inter Zaprešić zum Einsatz kam. In beiden Fällen gewann seine Mannschaft ohne Gegentor. Für den kroatischen Rekordmeister absolvierte Mehmed Alispahić 30 Ligaspiele und erzielte fünf Tore.

#### HNK Rijeka
Im Januar 2013 wechselt er erneut innerhalb der höchsten kroatischen Fußballliga ablösefrei. Er unterschreibt einen Vertrag bis zum 30. Juni 2017 in der istrischen Stadt.

### Nationalmannschaft
Alispahić absolvierte zwei A-Länderspiele für die bosnisch-herzegowinische Nationalmannschaft. Am 29. Mai 2010 absolvierte er sein erstes Spiel für die bosnisch-herzegowinische Fußballnationalmannschaft. Im Freundschaftsspiel gegen Schweden wurde er in der Halbzeitpause für Boris Pandža eingewechselt. Das Spiel endete 4:2 für Schweden. Am 10. August 2010 absolvierte er sein zweites Spiel im Freundschaftsspiel gegen Katar. Das Spiel endete 1:1 unentschieden. Alispahić wurde in der 78. Spielminuten für Zvjezdan Misimović eingewechselt.

## Erfolge
In der Saison 2009/2010 spielte er mit dem HNK Šibenik im kroatischen Pokalfinale gegen den Hajduk Split. Beide Finalspiele konnte Hajduk Split gewinnen – 2:1 und 0:2.
Kroatischer Meister mit Dinamo Zagreb 2012.
Kroatischer Pokalsieger mit Dinamo Zagreb 2012.